# Cicadula rubroflava
Cicadula rubroflava är en insektsart som beskrevs av Rauno E. Linnavuori 1952. Cicadula rubroflava ingår i släktet Cicadula och familjen dvärgstritar. Arten har ej påträffats i Sverige. Inga underarter finns listade i Catalogue of Life.